# شزندرة متطاولة
شزندرة متطاولة (الاسم العلمي: Schisandra elongata) هي نوع نباتي يتبع جنس الشزندرة من فصيلة الشزندرية.